# قرار مجلس الأمن التابع للأمم المتحدة رقم 264
قرار مجلس الأمن التابع للأمم المتحدة رقم 264، المعتمد في 20 مارس 1969، بعد أن أنهى قرار الجمعية العامة انتداب جنوب غرب أفريقيا (ناميبيا).
ووفقا لقرار مجلس الأمن، تولت الأمم المتحدة المسؤولية المباشرة عن الإقليم وأعلنت استمرار وجود جنوب أفريقيا في ناميبيا باعتباره غير قانوني، داعية حكومة جنوب أفريقيا إلى الانسحاب على الفور.
أدان مجلس الأمن رفض جنوب أفريقيا الامتثال للقرارات السابقة، وأعلن أنه لا يحق لجنوب أفريقيا سن قانون شؤون جنوب غرب أفريقيا وأن إجراءات جنوب أفريقيا تهدف إلى تدمير الوحدة الوطنية وسلامة أراضي ناميبيا من خلال إنشاء بانتوستان. وقرر المجلس أنه في حالة عدم امتثال حكومة جنوب أفريقيا لأحكام هذا القرار، سيجتمع على الفور لتحديد التدابير اللازمة التي يتعين اتخاذها. وقد كلف الأمين العام بمسؤولية متابعة تنفيذ القرار وتقديم تقرير إلى مجلس الأمن.
صدر القرار بأغلبية 13 صوتاً. امتنعت فرنسا والمملكة المتحدة عن التصويت.